# La Momie (série de films)

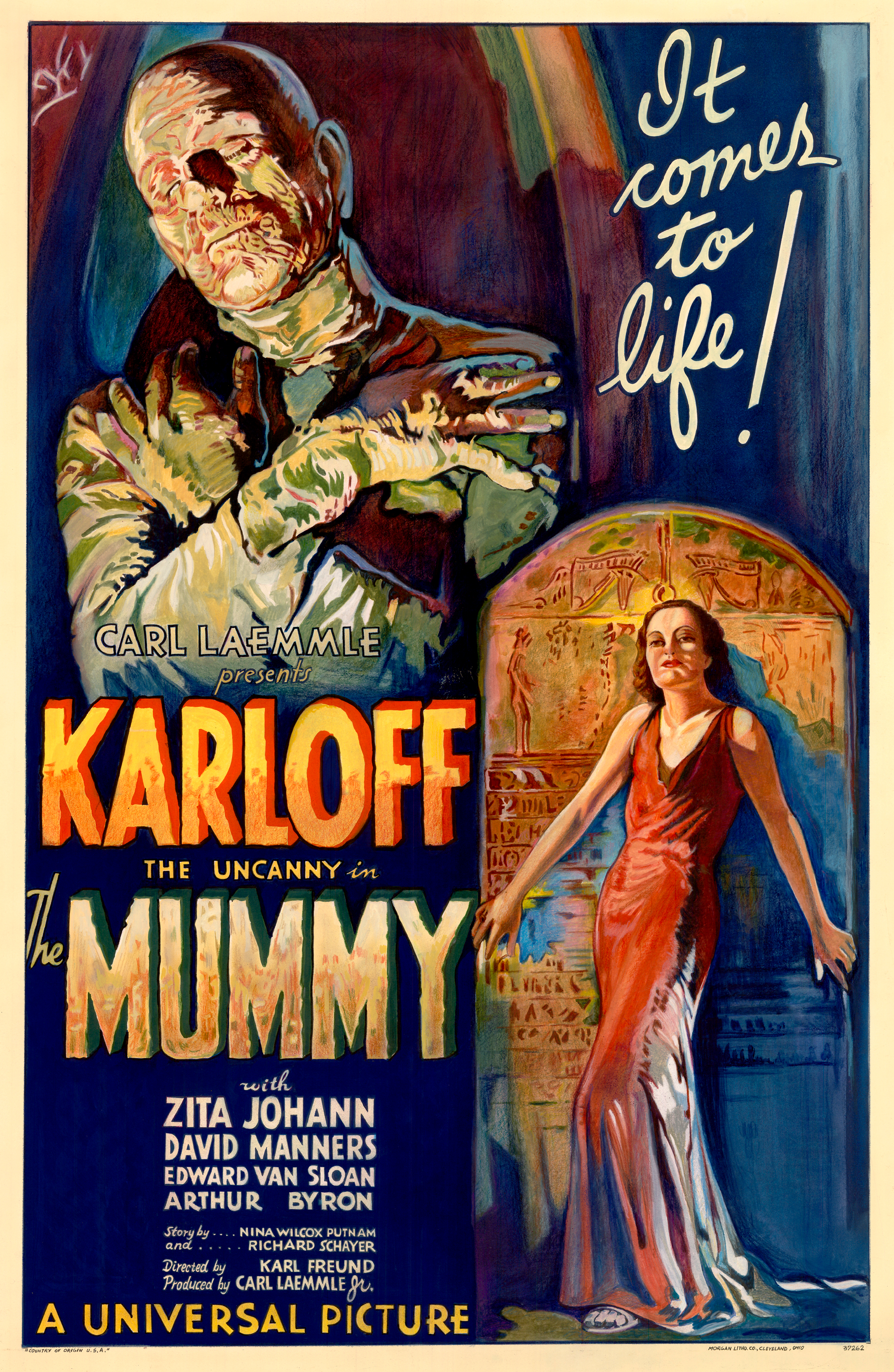
Affiche du tout premier film de la série, La Momie, sorti en 1932.

La Momie (en version originale anglaise : The Mummy) est le titre de plusieurs séries de films liés à l'Égypte antique.

## Première série: Universal Monsters

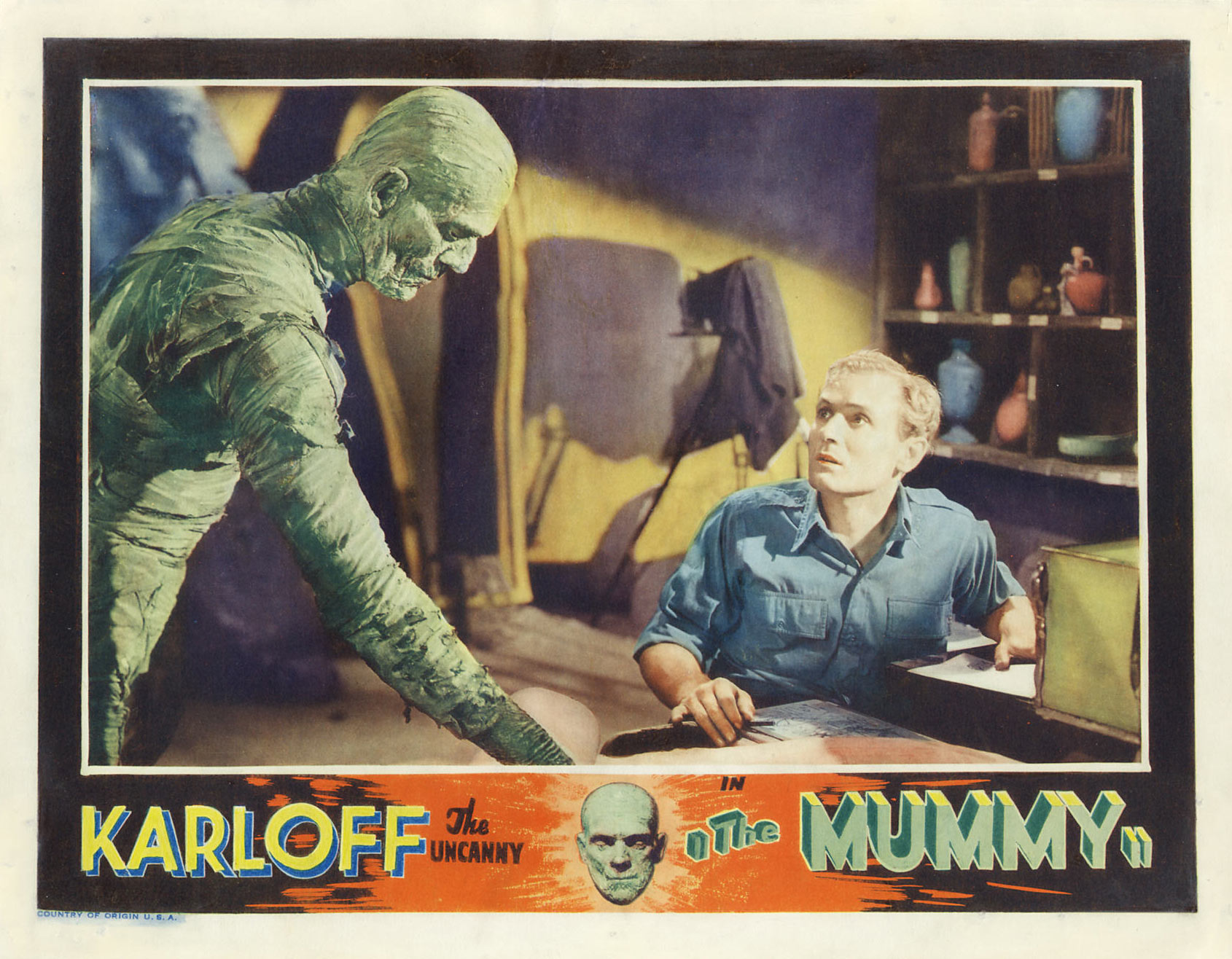
Poster de La Momie (1932) mettant en avant l'acteur Boris Karloff

La première s'inscrit dans le cadre Universal Monsters (ou Universal Horror), des films d'horreur produits par Universal Pictures dès les années 1930.
| Année | Film                       | Interprète de la Momie |
| 1932  | La Momie                   | Boris Karloff          |
| 1940  | La Main de la momie        | Tom Tyler              |
| 1942  | La Tombe de la Momie       | Lon Chaney Jr.         |
| 1944  | Le Fantôme de la Momie     | Lon Chaney Jr.         |
| 1944  | La Malédiction de la Momie | Lon Chaney Jr.         |
| 1955  | Deux nigauds et la momie   | Eddie Parker           |

## Seconde série: Hammer Film Productions
Dès 1959, la société britannique Hammer Film Productions débute sa propre série La Momie :
- 1959 : La Malédiction des pharaons (The Mummy)

L'action est située en 1895. Christopher Lee y incarne Kharis. L'intrigue s'inspire de La Main de la momie et La Tombe de la Momie d'Universal.
- 1964 : Les Maléfices de la momie (The Curse of the Mummy's Tomb)

Dickie Owen incarne la momie Ra-Antef.
- 1967 : Dans les griffes de la momie (The Mummy's Shroud)

Eddie Powell est la momie Prem.
- 1971 : La Momie sanglante (Blood from the Mummy's Tomb)

L'intrigue est adaptée du roman Le Joyau des sept étoiles de Bram Stoker. Valerie Leon est la momie Queen Tera et sa réincarnation Margaret Fuchs.

## Troisième série: trilogieremake

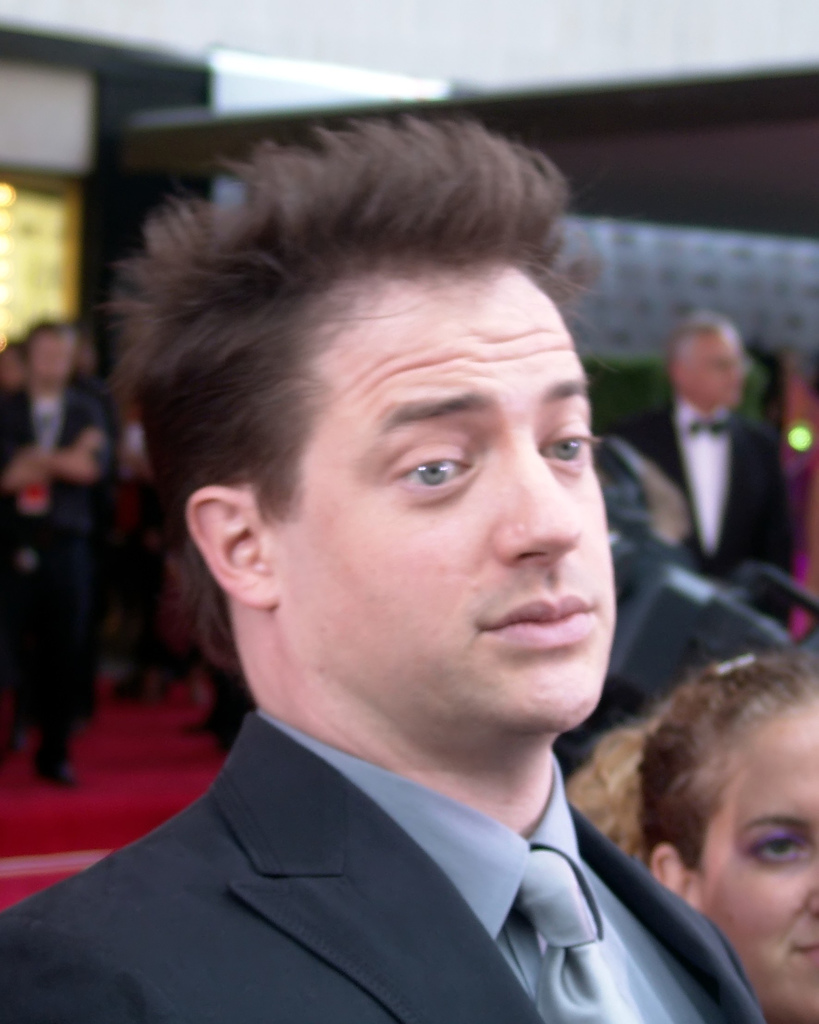
Brendan Fraser, ici en 2007, interprète Richard « Rick » O'Connell dans les trois films

Universal Pictures développe une nouvelle série dans les années 1990, racontant les histoires de Rick et Evelyn O'Connell. Le premier film est écrit et réalisé par Stephen Sommers, alors que Clive Barker était initialement envisagé. La vision de Clive Barker était beaucoup plus violente et voyait un muséum d'art qui ramène à la vie des momies,,. Le studio préfère l'approche de Stephen Sommers.

### La Momie(1999)
En 1290 av. J.-C., le grand prêtre Imhotep a une liaison amoureuse avec Ankhsunamon, femme du pharaon[sethi 1er}Lors d'une rencontre entre les deux amants, ils sont surpris par le pharaon Sethi Ier}. qu'ils assassinent. Puis arrivent les gardes de Séthi Ier}
, Ankhsunamon se suicide et le grand prêtre s'enfuit pour pouvoir la faire revenir d'entre les morts. Imhotep vole son cadavre et l'emmène à Hamunaptra où il commence un rituel de résurrection. Capturé par les soldats du pharaon avant la fin de la cérémonie, il est condamné au Om-daï, c'est-à-dire être enfermé vivant dans un sarcophage avec des scarabées mangeurs de chair qui le dévorent vivant.
En 1926, une bibliothécaire et son frère, Evelyn et Jonathan Carnahan, s'allient avec un homme du nom de Rick O'Connell qui prétend connaître l'emplacement secret de Hamunaptra. Le groupe rivalise avec une bande de chasseurs de trésors américains conduits par un égyptologue du nom d'Allen Chamberlen. Ces derniers sont guidés par Beni Gabor, un ancien ami de Rick. 
Les deux groupes atteignent Hamunaptra en même temps. Ils sont attaqués par les Medjai, descendants des gardes de pharaon qui, depuis trois mille ans, défendent l'emplacement de la nécropole maudite. Les Américains trouvent un coffret surmonté d'une malédiction, qui contient le Livre des Morts et des vases canopes. Sur la boite est noté que la créature viendra aspirer fluide et organes à ceux qui ouvriront le coffret. Pendant ce temps-là, Rick, Evy et Jon trouvent sous la statue d'Anubis une momie qui se trouve être celle d'Imhotep.
La nuit suivante, Evelyn récite une formule du Livre des Morts, ce qui réveille Imhotep. Celui-ci tue les trois Américains et l'égyptologue qui ont ouvert le coffret, ce qui lui permet de se régénérer petit à petit. Il poursuit le reste de l'expédition jusqu'au Caire, puis enlève Evelyn car il en a besoin pour ressusciter son ancienne maîtresse. Rick et Jonathan retournent à Hamunaptra avec l'aide du medjai Ardeth et sauvent Evelyn avant l'issue fatale.
Ils tuent Imhotep et rentrent chez eux, une idylle s'étant développée entre Rick et Evy.

### Le Retour de la momie(2001)
Cinq mille ans avant notre ère, le roi Scorpion (The Rock) fit un pacte avec le dieu Anubis, qui l'aida à vaincre ses ennemis à l'aide du bracelet en échange de son âme. Il reçoit alors le commandement de la terrible armée d'Anubis. Mais une fois sa partie du pacte accomplie, Anubis obligea le roi Scorpion à le servir pour l'éternité.
Neuf ans se sont écoulés depuis que Rick O'Connell (Brendan Fraser) et Evelyn (Rachel Weisz) ont fait la terrible rencontre avec Imhotep (Arnold Vosloo), la momie ressuscitée. Ils mènent leur vie dans un manoir à Londres avec Alex, leur fils âgé de 8 ans, lui aussi fasciné par l'Égypte ancienne et qui participe activement à la vie archéologique de ses parents.
Ils vont en Egypte, où ils trouvent le bracelet du roi Scorpion, qu'ils ramènent chez eux. Mais Alex veut l'essayer, et le bracelet s'accroche à son bras.
Mais une nouvelle tempête se prépare dans les profondeurs du désert saharien, dans l'oasis perdu d'Am shere.
Une secte mystérieuse et avide de pouvoir, menée par le conservateur du British museum et la séduisante Anck-su-namun réincarnée, ramène à la vie la seule créature capable de vaincre le roi Scorpion : le grand prêtre Imhotep, condamné depuis trois mille ans à errer comme un mort-vivant pour avoir séduit la maîtresse du Pharaon Séthi Ier et dont la momie a été ramenée secrètement au British Museum. Imhotep convoite le bracelet détenu par les O'Connell, bracelet qui lui permettra de trouver l'oasis secrète où repose le Roi Scorpion et de libérer l'armée d'Anubis.
Pour ce faire, il kidnappe Alex et commence une formidable odyssée qui les mènent de Karnak à Am shere en passant par Abou simbel et Philae. La famille O'Connell les suivent dans un dirigeable guidé par un ami de Rick. Il veut tuer le roi Scorpion, ce qui lui permettrait de prendre le pouvoir sur l'armée d'Anubis. Ardeth Bay (Oded Fehr), chef des Medjaï, implore O'Connell d'intervenir pour empêcher cet acte aux conséquences désastreuses.
Mais une fois arrivés à Am shere, où un malheur funeste se produit, on comprend que le vrai amour reste le plus fort.

### La Momie: La Tombe de l'empereur Dragon(2008)
Il y a deux mille ans, l'empereur Er Shi Huangdi régnait en tyran sur la Chine ancienne. Il se servait de ses ennemis pour construire la Grande Muraille, puis lorsqu'ils mourraient ou ne servaient plus à rien, l'empereur les jetait dans les fondations de sa muraille. Er Shi Huangdi avait de grandes ambitions, mais il se rendit compte qu'une vie n'était pas assez pour toutes les réaliser. Alors il demanda à son plus vieil ami, le général Ming Guo, de partir à la recherche d'une magicienne du nom de Zi Yuan, qui saurait où se trouve le secret de la vie éternelle. Lorsqu'ils se rencontrèrent, Ming Guo et Zi Yuan tombèrent amoureux. Cependant, l'empereur envoya des espions épier Ming. Durant leur quête, Ming et Zi Yuan, trouvèrent les Os de l'Oracle, sur lesquels étaient gravés des glyphes chinois de la connaissance mystique de la nuit des temps. Lorsqu'ils revinrent au palais, Er Shi Huangdi fit exécuter Ming par jalousie et ordonna à Zi Yuan de le rendre immortel. Au lieu de cela, la sorcière le maudit, le transformant, lui, ainsi que toute son armée, en statues de terre cuite. Ils furent placés dans une immense tombe.
Vingt siècles plus tard, Alex O'Connell, un jeune archéologue, tente de retrouver la tombe de l'empereur. Lorsqu'il réussit enfin à la trouver, il rapporte les restes de l'empereur à Shanghai. Pendant ce temps, ses parents Rick et Evelyn O'Connell, désormais renommés pour leur bravoure et leur expérience des dangers exotiques, doivent transporter l'œil de Shangri-La en sûreté jusqu'à Shanghai également, où ils doivent rencontrer leur fils pour sa découverte. Mais lors de cette soirée, l'empereur est ramené à la vie par l'œil de Shangri-La, qui est en fait une partie de la fontaine de la Vie Éternelle.
Pour empêcher l'empereur de devenir immortel et d'élever son armée, les O'Connell devront se rendre depuis l'Himalaya jusqu'à la tombe de l'empereur. Ils devront faire face à un général cruel, à un dragon cracheur de feu à trois têtes ainsi qu'à six mille guerriers de terre cuite.

### Distribution des rôles
| Personnage                      | Films              | Films                 | Films                                    |
| Personnage                      | La Momie           | Le Retour de la momie | La Momie : La Tombe de l'empereur Dragon |
| ------------------------------- | ------------------ | --------------------- | ---------------------------------------- |
| Rick O'Connell                  | Brendan Fraser     | Brendan Fraser        | Brendan Fraser                           |
| Evelyn Carnahan-O'Connell       | Rachel Weisz       | Rachel Weisz          | Maria Bello                              |
| Jonathan Carnahan               | John Hannah        | John Hannah           | John Hannah                              |
| Imhotep/La momie                | Arnold Vosloo      | Arnold Vosloo         |                                          |
| Anck-su-namun                   | Patricia Velásquez | Patricia Velásquez    |                                          |
| Ardeth Bay                      | Oded Fehr          | Oded Fehr             |                                          |
| Pharaon Séthi Ier               | Aharon Ipalé       | Aharon Ipalé          |                                          |
| Warden                          | Omid Djalili       |                       |                                          |
| Beni Gabor                      | Kevin J. O'Connor  |                       |                                          |
| Alex O'Connell                  |                    | Freddie Boath         | Luke Ford                                |
| Mathayus                        |                    | Dwayne Johnson        |                                          |
| Empereur Qin Shi Huang/La momie |                    |                       | Jet Li                                   |
| Zi-Yuan                         |                    |                       | Michelle Yeoh                            |
| Lin                             |                    |                       | Isabella Leong                           |

### Box-office
| Région / pays     | Films             | Films                 | Films                                    |
| Région / pays     | La Momie          | Le Retour de la momie | La Momie : La Tombe de l'Empereur Dragon |
| ----------------- | ----------------- | --------------------- | ---------------------------------------- |
| Mondial           | 415 747 825 $     | 432 950 275 $         | 400 813 028 $                            |
| États-Unis Canada | 155 247 825 $     | 201 950 275 $         | 102 176 165 $                            |
| France            | 3 153 017 entrées | 2 298 749 entrées     | 1 555 572 entrées                        |

## Série dérivée:Le Roi Scorpion
Universal Pictures et WWE Studios développent le spin-off Le Roi Scorpion (The Scorpion King), centré sur le personnage de Mathayus, apparu dans Le Retour de la momie. Ce film connaîtra quatre suites sorties directement en vidéo.

### Distribution des rôles
| Personnages    | Films                  | Films                                          | Films                                      | Films                                          | Films                                      |
| Personnages    | Le Roi Scorpion (2002) | Le Roi Scorpion 2 : Guerrier de légende (2008) | Le Roi Scorpion 3 : L'Œil des dieux (2011) | Le Roi Scorpion 4 : La Quête du pouvoir (2015) | Le Roi Scorpion : Le Livre des âmes (2018) |
| -------------- | ---------------------- | ---------------------------------------------- | ------------------------------------------ | ---------------------------------------------- | ------------------------------------------ |
| Mathayus       | Dwayne Johnson         | Michael Copon                                  | Victor Webster                             | Victor Webster                                 | Zach McGowan                               |
| Balthazar      | Michael Clarke Duncan  |                                                |                                            |                                                |                                            |
| Roi Memnon     | Steven Brand           |                                                | (Mention uniquement)                       |                                                |                                            |
| Cassandre      | Kelly Hu               |                                                | Kelly Hu (Image extraite du premier film)  | (Mention uniquement)                           |                                            |
| Jesup          | Branscombe Richmond    | Shane Manie                                    |                                            |                                                |                                            |
| Layla          |                        | Karen David                                    |                                            |                                                |                                            |
| Pollux         |                        | Andreas Wisniewski                             |                                            |                                                |                                            |
| Fong           |                        | Tom Wu                                         |                                            |                                                |                                            |
| Roi Sargon     |                        | Randy Couture                                  |                                            |                                                |                                            |
| Olaf           |                        |                                                | Bostin Christopher                         |                                                |                                            |
| Silda          |                        |                                                | Krystal Vee                                |                                                |                                            |
| Agromael       |                        |                                                | David Bautista                             |                                                |                                            |
| Roi Talus      |                        |                                                | Billy Zane                                 |                                                |                                            |
| Roi Ramusan    |                        |                                                | Temuera Morrison                           |                                                |                                            |
| Roi Horus      |                        |                                                | Ron Perlman                                |                                                |                                            |
| Drazen         |                        |                                                |                                            | Will Kemp                                      |                                            |
| Valina         |                        |                                                |                                            | Ellen Hollman                                  |                                            |
| Sorrell Sarkov |                        |                                                |                                            | Barry Bostwick                                 |                                            |
| Roi Zakkour    |                        |                                                |                                            | Rutger Hauer                                   |                                            |
| Roi Yannick    |                        |                                                |                                            | Michael Biehn                                  |                                            |
| Nebserek       |                        |                                                |                                            |                                                | Peter Mensah                               |
| Tala           |                        |                                                |                                            |                                                | Pearl Thusi                                |
| La mère d'Abel |                        |                                                |                                            |                                                | Stephanie Schildknecht                     |
| Khensa         |                        |                                                |                                            |                                                | Mayling Ng                                 |
| Amina          |                        |                                                |                                            |                                                | Katy Saunders                              |
| Mennofer       |                        |                                                |                                            |                                                | Inge Beckmann                              |
| Uruk           |                        |                                                |                                            |                                                | Howard Charles                             |

## Rebootde la franchise

### Dark Universe
Dès 2012, un reboot de la saga est annoncé, avec un premier film écrit par Jon Spaihts. Le premier film, réalisé par Alex Kurtzman, sort en 2017. Tom Cruise y tient le rôle de Nick Morton, opposé à une momie incarnée par Sofia Boutella. Universal Pictures souhaite alors développer un univers partagé dans lequel la Momie cohabiterait avec d'autres monstres. Des reboots de Wolfman et L'Homme invisible sont ainsi envisagés par le studio. Les résultats décevant de La Momie viennent mettre un terme à ces projets.

### New Line
En décembre 2024, il est révélé que New Line Cinema développe une nouvelle réinvention des films La Momie. Il est précisé que le film sera produit par Atomic Monster, Blumhouse Productions et Doppelgängers, sous la houlette de New Line Cinema.